# 薩金特 (密蘇里州斯科特縣)
薩金特（英語：Sargent）是位於美國密蘇里州斯科特縣的非建制地區。

## 地理
薩金特所處的海拔為高於海平面95米（即312英呎），而該地所採用的時區為UTC-6，即北美中部時區（CST）。同時該地設有夏令時間，為UTC-6調快一小時，即UTC-5（CDT）。